# 松下雅征
松下 雅征（まつした まさゆき、1993年 - ）は、日本の教育者、実業家。株式会社13歳からの進路相談 代表取締役社長であり、同社が運営するサイル学院高等部の学院長を務める。進路選択・キャリアをテーマにした『13歳からの進路相談』シリーズの著者としても知られる。

## 来歴
1993年生まれ。早稲田実業学校高等部を首席で卒業後、アメリカ合衆国へ留学。帰国後、早稲田大学政治経済学部を卒業した。自身の学生時代の経験として、偏差値を基準に進路を選んだことに後悔したことを挙げており、これが後の活動の原点となっている。
大学在学中に、中高生を対象とした受験相談サービスを個人で開始。この活動を通じて寄せられた相談は、累計で10万件以上にのぼる。
大学卒業後は、教育関連の上場企業およびコンサルティング会社での勤務を経験。
2022年、株式会社13歳からの進路相談を設立し、代表取締役に就任。「一人ひとりが自分に合った進路を選べる社会」の実現を目標に掲げ、通信制の教育機関である「サイル学院高等部」を創立し、学院長として運営に携わっている。同校では、高等学校卒業資格の取得支援のみならず、生徒の将来のキャリア形成を見据えたサポートも提供している。

## 主な活動
- 教育事業（サイル学院高等部）: 全日制高校に通うことが困難な生徒や、多様な学び方を求める生徒に対し、オンラインを中心とした学習環境とキャリア支援を提供している。全国からの入学・転入学を受け入れている。
- 執筆・情報発信: 自身の経験や進路相談活動で得た知見をもとに、書籍『13歳からの進路相談』シリーズを執筆。同シリーズは累計発行部数14,000部を超え、重版を重ねるロングセラーとなり、全国の学校図書館や公共図書館にも広く所蔵されている。『仕事・キャリア攻略編』は紀伊國屋書店の週間総合ランキングで2位を記録した[3]。

## 著書
- 『13歳からの進路相談』（すばる舎、2023年）ISBN [978-4799110911][5]
- 『13歳からの進路相談 仕事・キャリア攻略編』（すばる舎、2025年）ISBN [978-4799112991][6]